# Цармуре (Арад)
Цармуре (рум. Țărmure) насеље је у Румунији у округу Арад у општини Халмађу. Oпштина се налази на надморској висини од 211 m.

## Становништво
Према подацима из 2002. године у насељу је живело 258 становника, од којих су сви румунске националности.